# FogBugz
FogBugz est un système intégré de gestion de projets basé sur le web, qui comprend le suivi des bogues et des problèmes, des forums de discussion, des wikis, la gestion des relations avec les clients et la planification fondée sur les preuves, développé à l'origine par Fog Creek Software.

## Histoire
FogBugz a été rebaptisé Manuscript fin 2017,.
Le 3 août 2018, Manuscript a été racheté par DevFactory, qui l'a rebaptisé de nouveau FogBugz.